# 由元文
由元文（1986年4月23日—），大连人，是中国职业足球运动员，司职前锋，现效力于中乙球队青岛海牛。
2011年赛季二次转会期，上海申花由于出租了董学升而造成锋线缺少替补，于是从河南建业签下由元文。